# 1374 هـ
1374 هـ هي سنة في التقويم الهجري امتدت مقابلةً في التقويم الميلادي بين سنتي 1954 و1955.

## مواليد
- أشرف السعد
- أحمد بن يحيى البهكلي
- أحمد الحواشي
- أكرم عبد الوهاب
- أيمن سويد
- حسام الدين عفانة
- خالد الجبير
- صفوت الشوادفي
- عبد الكريم الخضير
- عبد الله المطلق
- محمد علي فركوس
- محمد عمرو عبد اللطيف
- ستيف جوبز
- سعد البراك
- عبد العزيز البدري
- عبد العزيز بن حمين الحمين
- عبد الله بن داوود الفايز
- عزام التميمي
- علي بن خضير الخضير
- فيصل بن ثامر بن عبد العزيز آل سعود
- محمد خليل محسن
- مكي الكبيسي
- بديعة كشغري
- صالح العصفور
- مصطفى العدوي

## وفيات
- بن عبد المالك رمضان
- خليل طوطح
- صلاح اللبكي
- عباس إقبال الآشتياني
- عبد الرحمن بن علي بن عودان
- خالد الفرج
- يوسف طلعت
- ابن الخطيب الغرناطي
- عبد القادر عودة
- عبد المجيد سليم
- محمد فريد النحاس